# 尾上胡桃
尾上 胡桃（おのうえ くるみ、1996年10月19日 - ）は、静岡県出身の女性ソフトテニス選手。Welltrade所属。

## 来歴
阿多古ジュニア - 修大付属女子中 - 広島修道大学附属鈴峰女子高等学校 - 日本体育大学

## 四大国際大会戦績
- 2018アジア競技大会  国別対抗団体戦 - 金メダル
- 2019世界ソフトテニス選手権 - 国別対抗団体戦 - 金メダル
- 2023アジア競技大会  国別対抗団体戦 - 金メダル

## 主な戦績

### 国際大会
- 2014中山盃国際大会ダブルス準優勝（平久保・尾上）
- 2016チャイナカップ　ダブルス優勝（笠井・尾上）
- 2016チャイナカップ　ミックスダブルス準優勝（立木・尾上）
- 2018 コリアカップシングルス3位

### 国内大会
- 2017 全日本シングルス選手権 - 準優勝
- 2017 インカレダブルス - 優勝
- 2018 全日本シングルス選手権 - 優勝
- 2017 インカレダブルス - 優勝
- 2019 全日本シングルス選手権 - ベスト8